# Institut européen de cinéma et d'audiovisuel
Pour les articles homonymes, voir IECA.

L'Institut Européen de Cinéma et d'Audiovisuel (IECA) est un institut de l'Université de Lorraine (ex université Nancy 2), enseignant le cinéma et l'audiovisuel. L'IECA est un membre du collégium Arts Lettres et Langues de l'Université de Lorraine.

## Historique
En 1973, le colloque de Nancy sur l’enseignement et le cinéma, dirigé par le Pr Guy Borelli, initie une réflexion au long cours à laquelle participeront des chercheurs et des cinéastes tels que Jean Rouch, André Delvaux et Jean L’Hôte.
En 1984, l’Université de Nancy inaugure une Licence de cinéma, et en 1990, un décret ministériel fonde l’Institut Européen de Cinéma et d’Audiovisuel. 
En 1994 André Rossinot, ancien maire de Nancy, inaugure les locaux au 10 rue Michel Ney à Nancy. Les locaux sont destinés à l’enseignement et à la pratique.
Parmi ses anciens, l’IECA compte deux réalisateurs césarisés : Philippe Claudel (2009) et Hubert Charuel (2018).
La marraine de l’IECA est l’actrice italienne Claudia Cardinale.
Philippe Claudel, écrivain et réalisateur césarisé, est élu Président de l'IECA le jeudi 3 octobre 2024.

## Bâtiment
Le bâtiment est situé au 10 rue Michel Ney à Nancy. Ses architectes sont Alain Casari et Thierry Mercier.

## La formation
L'IECA forme chaque année une centaine d'étudiants à l'audiovisuel (théorie, histoire et pratique).
Il délivre un Master Cinéma et Audiovisuel.
Le diplôme compte 9 unités d’enseignement sur deux semestres pour la 1ère année de Master et 8 unités d’enseignement sur deux semestres pour la 2ème année de Master.
Ce diplôme se compose d’un enseignement général à la fois théorique et pratique pour lequel il faut choisir (selon les places disponibles) une dominante parmi trois orientations :
- Arts de l’écran (réalisation et techniques: image, son, montage, production)
- Ecritures (fiction, documentaire, nouveaux médias, production)
- Projets Culturels Audiovisuel (depuis 2024)

## L'équipe pédagogique et administrative
- Président de l'IECA : Philippe Claudel
- Président fondateur (1994-2007) : Raoul Sangla
- Directrice : Aurore Renaut
- Enseignants intervenants : Laurent Jullier (PR), Régis Latouche (MCF HDR), Nathalie Conq (MCF), Aurore Renaut (MCF), Florent Favard (MCF), Héloïse Van Appelghem (ATER)
- Administration : Micheline Rovida
- Service audiovisuel : Hubert Bouchez (IGE), Océane Rubert (ADT), Arnaud Wendling (ADT), Bérenger Ferté

- Ils furent enseignants titulaires à l'IECA :  Odile Baechler (aujourd'hui à Lille 3), Raphaëlle Moine (aujourd'hui à Paris 3), Pierre Beylot (aujourd'hui à Bordeaux 3), Michel Colin (1947-1989), Roger Viry-Babel (1945-2006), Éric Schmulevitch (PR), Marie-Jo Pierron (MCF), Vincent Lowy (aujourd'hui directeur de l'ENS Louis Lumière, Paris)

## Les anciens directeurs
- Éric Schmulevitch (1994-1996,1997-1998, 2007)
- Roger Viry-Babel (1996-1997)
- Marie-Jo Pierron (1998-2000)
- Régis Latouche (2000-2003, 2007, 2008-2013, 2018-2020)
- Nathalie Conq (2003-2008)
- Vincent Lowy (2014-2017)
- Florent Favard (2021-2023)
- Aurore Renaut (depuis 2023)